# Vivian Maira
Vivian Maira Smith (Santiago, 2 de abril de 1965) es una profesora, presentadora y política chilena.

## Biografía
Nacida en Santiago, Maira estudió pedagogía en Inglés en la Pontificia Universidad Católica de Chile. Tras egresar en 1987, dictó clases en la Universidad Andrés Bello, Universidad Bernardo O'Higgins y la desaparecida Universidad del Pacífico.
Entre 2003 y 2005 fue directora ejecutiva del canal ABT Televisión tras ser directora de Comunicación del Instituto Profesional AIEP. En el canal fue conductora de los programas Nunca es lo mismo, Mujeres y Estudio País.
En las elecciones municipales de 2008 fue electa concejal por la comuna de Puente Alto con la segunda mayoría distrital para el periodo 2008-2012. En las elecciones municipales de 2016 fue candidata a alcaldesa de La Granja como independiente en cupo de la coalición Chile Vamos, obteniendo el 12,4% de los votos válidamente emitidos.
En 2019 fue elegida presidenta de Evópoli por la Región Metropolitana para el periodo 2020-2022.

## Historial electoral

### Elecciones municipales de 2008
- Elecciones municipales de 2008 para concejales de la comuna de Puente Alto.[6]

(Se consideran solo los candidatos con más del 2 % de los votos)
| Candidato                      | Pacto                    | Partido | Votos  | %     | Resultado |
| ------------------------------ | ------------------------ | ------- | ------ | ----- | --------- |
| Germán Codina Powers           | Alianza                  | RN      | 17 892 | 16,96 | Concejal  |
| Vivian Maira Smith             | Alianza                  | ILE     | 9903   | 9,39  | Concejal  |
| María Teresa Alvear Valenzuela | Concertación Democrática | PDC     | 9878   | 9,36  | Concejal  |
| Sylvia Roubillard Hauyon       | Concertación Democrática | PS      | 7539   | 7,15  | Concejal  |
| Alfredo Villavicencio Clavero  | Alianza                  | RN      | 7360   | 6,98  | Concejal  |
| Lucas Palacios Covarrubias     | Alianza                  | UDI     | 5514   | 5,23  | Concejal  |
| Leonardo Jorquera Silva        | Concertación Democrática | PS      | 3867   | 3,67  |           |
| Juan Pablo Urzúa               | Juntos Podemos Más       | PC      | 3749   | 3,55  |           |
| Juan Marticorena Franco        | Alianza                  | ILE     | 3722   | 3,53  | Concejal  |
| Fernando Madrid Catalán        | Concertación Progresista | PPD     | 2978   | 2,82  | Concejal  |
| Waldo Castillo Martínez        | Alianza                  | ILE     | 2290   | 2,17  |           |
| Oscar Alberto Plaza Flores     | Alianza                  | UDI     | 2229   | 2,11  |           |

### Elecciones municipales de 2016
- Elecciones municipales de 2016, para la alcaldía de La Granja.[7]

| Candidato              | Pacto                 | Partido | Votos  | %    | Resultado |
| ---------------------- | --------------------- | ------- | ------ | ---- | --------- |
| Felipe Delpin Aguilar  | Nueva Mayoría         | DC      | 13 510 | 64,2 | Alcalde   |
| Natalia Castillo Muñoz | Cambiemos la Historia | RD      | 2775   | 13,2 |           |
| Vivian Maira Smith     | Chile Vamos           | Ind.    | 2615   | 12,4 |           |
| Antonio Rivas Figueroa | Independiente         | Ind.    | 1597   | 7,6  |           |
| Marisol Llanos Pardo   | Pueblo Unido          | PI      | 537    | 2,6  |           |